# أحمد أبو الفتوح
أحمد محمد أبو الفتوح محمد (مواليد 22 مارس 1998)، المعروف باسم أحمد فتوح، هو لاعب كرة قدم مصري يلعب مع نادي الزمالك في الدوري المصري الممتاز و‌المنتخب المصري في مركز الظهير الأيسر.

## إحصائيات مشاركاته
آخر تحديث في 21 يونيو 2018

### مع الأندية
| الفريق  | الموسم    | الدوري  | الدوري | الكأس   | الكأس | البطولات القارية | البطولات القارية | بطولات أخرى | بطولات أخرى | الإجمالي | الإجمالي |
| الفريق  | الموسم    | مشاركات | أهداف  | مشاركات | أهداف | مشاركات          | أهداف            | مشاركات     | أهداف       | مشاركات  | أهداف    |
| ------- | --------- | ------- | ------ | ------- | ----- | ---------------- | ---------------- | ----------- | ----------- | -------- | -------- |
| إنبي    | 2016–2017 | 5       | 0      | 0       | 0     | —                | —                | —           | —           | 5        | 0        |
| إنبي    | الإجمالي  | 5       | 0      | 0       | 0     | —                | —                | —           | —           | 5        | 0        |
| الزمالك | 2016–2017 | 10      | 0      | 2       | 0     | 4                | 0                | 1           | 0           | 17       | 0        |
| الزمالك | 2017–2018 | 11      | 0      | 3       | 0     | 1                | 0                | 0           | 0           | 15       | 0        |
| الزمالك | الإجمالي  | 21      | 0      | 5       | 0     | 5                | 0                | 1           | 0           | 32       | 0        |

## الإنجازات
الزمالك
- الدوري المصر الممتاز (1): 2020–21
- كأس مصر:
  - البطل (1): 2018[4]

## وصلات خارجية
- أحمد أبو الفتوح